# Bodo (jazyk)
Bodo, také bódština (बर') nebo mečština je sinotibetský jazyk národa Bodo, kterým se mluví v severovýchodní Indii a Bengálsku. Je jedním z úředních jazyků indického státu Ásám a je také jedním z 22 oficiálních regionálních jazyků Indie. Od roku 1963 se zapisuje písmem dévanágarí, dříve se zapisovalo písmem bodo.